# 31531 ARRL
31531 ARRL è un asteroide della fascia principale. Scoperto nel 1999, presenta un'orbita caratterizzata da un semiasse maggiore pari a 2,9041647 UA e da un'eccentricità di 0,0773931, inclinata di 2,42440° rispetto all'eclittica.
L'asteroide è dedicato all'American Radio Relay League, la più grande associazione americana di radioamatori.